# 가래나무속
가래나무속(Juglans) 또는 호두나무속은 씨앗이 호두로 잘 알려진 가래나무과에 속하는 식물 속이다. 가래나무속은 낙엽성 나무로, 크기는 10~40 미터이다. 깃모양 나뭇잎은 200~900 밀리미터로, 작은 잎이 5~25개 달린다. 같은 가래나무과인 개굴피나무속(Pterocarya)과 비슷한 특징을 공유하지만, 히코리(Carya)와는 다른 특징을 나타낸다.

## 계통 분류
가래나무속은 4가지 절(節, section)로 나눌 수 있다. 총 21종이 존재한다.

### 절과 종
- Juglans sect. Cardiocaryon
  - Juglans ailantifolia - 일본 호두
  - 가래나무 (Juglans mandshurica) - 중국 호두
- Juglans sect. Juglans
  - 호두나무 (Juglans regia) - 보통 호두, 페르시아 호두 또는 잉글리시 호두
  - Juglans sigillata
- Juglans sect. Rhysocaryon  (검은 호두)
  - Juglans australis - 아르헨티나 호두, 브라질 호두
  - Juglans boliviana - 볼리비아 호두
  - Juglans californica - 캘리포니아 흑호두
  - Juglans hindsii - 하인즈 흑호두
  - Juglans hirsuta - 누에보레온 호두
  - Juglans jamaicensis - 서인도 제도 호두
  - Juglans major - 애리조나 흑호두
  - Juglans microcarpa - 텍사스 흑호두
  - Juglans mollis - 멕시코 호두
  - Juglans neotropica - 안데스 호두
  - 흑호두나무(Juglans nigra)
  - Juglans olanchana
  - Juglans peruviana - 페루 호두
  - Juglans soratensis
  - Juglans steyermarkii - 과테말라 호두
  - Juglans venezuelensis - 베네수엘라 호두
- Juglans sect. Trachycaryon
  - 백호두나무(Juglans cinerea)

## 같이 보기
- 히코리
- 피칸